# Elmar Borrmann
Elmar Borrmann (* 18. ledna 1957 Stuttgart, Německo) je bývalý západoněmecký a německý sportovní šermíř, který se specializoval na šerm kordem.
Západní Německo a sjednocené Německo reprezentoval v osmdesátých letech a v devadesátých letech. Na olympijských hrách startoval v roce 1984, 1988, 1992, 1996. O účast na olympijských hrách v roce 1980 ho připravil bojkot. V soutěži jednotlivců se na olympijských hrách umístil nejlépe v roce 1992 na pátém místě. V roce 1983 získal v soutěži jednotlivců titul mistra světa. Patřil k oporám západoněmeckého potažmo německého družstva kordistů, se kterým získal v roce 1984 a 1992 zlatou olympijskou medaili a v roce 1986 a 1995 titul mistra světa.